# Station Burnham-On-Crouch
Burnham-On-Crouch is een spoorwegstation van National Rail in Burnham-on-Crouch, Maldon in Engeland. Het station is eigendom van Network Rail en wordt beheerd door Greater Anglia. Het station is geopend in 1940.